# Гексаналь
Гексаналь, или капроновый альдегид, — альдегид капроновой кислоты.

## Получение
Впервые искусственно синтезирован в 1907 году П. Багаром (фр. P. Bagard).

## Нахождение в природе
Присутствует в плодах многих растений: оливы, груши, авокадо, а также в зелёном горохе, которому придаёт характерный диссонирующий травянистый аромат.
Для крыс показано действие смеси гексаналя и его структурного изомера 4-метилпентаналя в качестве феромона, повышающего тревожность.

## Применение
Применяется в качестве ароматизатора в пищевой промышленности, придаёт запах свежескошенной травы, сходный с запахом цис-3-гексеналя.
Потенциально может использоваться для предотвращения порчи плодов, поскольку ингибирует процесс разрушения клеточных стенок. 